# Augyles kolibaci
Augyles kolibaci is een keversoort uit de familie oevergraafkevers (Heteroceridae). De wetenschappelijke naam van de soort is voor het eerst geldig gepubliceerd in 1998 door Skalický.